# Bianca di Savoia
Bianca Maria di Savoia (Chambéry, 1336 – Pavia, 31 dicembre 1387), in quanto moglie di Galeazzo II Visconti, fu co-signora consorte di Milano, insieme a Gigliola Gonzaga e Beatrice Regina della Scala, rispettivamente moglie di Matteo II e moglie di Bernabò Visconti.

## Origine
Bianca, secondo Samuel Guichenon, era la figlia secondogenita di Aimone di Savoia, detto il Pacifico, Conte di Savoia e Conte d'Aosta e Moriana e della moglie, Violante Paleologa, che, sempre secondo Samuel Guichenon, era figlia Teodoro I del Monferrato, principe di Bisanzio e marchese del Monferrato, e della moglie, Argentina Spinola, che, secondo il Rerum Italicarum scriptores, volume XI era figlia del Capitano del Popolo di Genova, Opizzino Spinola, e della moglie, Violante di Saluzzo.
Aimone di Savoia, secondo lo storico francese Samuel Guichenon nel suo Histoire généalogique de la royale maison de Savoie, era il figlio maschio terzogenito di Amedeo V, Conte di Savoia, d'Aosta e di Moriana, e della sua prima moglie, Sibilla o Simona di Baugé, che sempre secondo la Samuel Guichenon era l'unica figlia del signore di Baugé e della Bresse, Guido II di Baugé, mentre per quanto riguarda la madre tra gli storici non vi è concordanza, ma fu Dauphine di Saint-Bonnet e non Beatrice del Monferrato, figlia di Guglielmo VI del Monferrato; la conferma che la madre di Sibilla fu Dauphine ci è data da due documenti del Titres de la maison ducale de Bourbon, il nº 595, in cui Dauphine (Dauphine dame de Saint-Bonnet) si cita come la madre di Sibilla moglie di Amedeo di Savoia (mariage de sa fille Sibille avec Amedée de Savoie) e il documento nº 607, in cui Dauphine (Dauphine dame de Saint-Bonnet le Château, femme de Pierre de la Roue chevalier) viene citata come madre di Sibilla (Sibille femme d´Amedée de Savoie), la quale Dauphine, ancora secondo Samuel Guichenon, era figlia di Renato di Lavieu, Signore di Saint-Bonnet, di Miribel et di Jordaine (fille unique et héritière de René de Lavieu, chevalier, seigneur de Saint-Bonnet et de Miribel et de Jordaine) e della moglie (sa femme).

## Biografia

### L'infanzia
Bianca, quando aveva circa 7 anni, rimase orfana del padre; in attesa del quinto figlio, il 14 dicembre 1342, sua madre, Violante (Domina Yolanda de Monteferrato comitissa Sabaudiæ conjuxque principi illustris magnifici domini Aymonnis comitis Sabaudiæ), fece testamento, in cui stabilì di essere sepolta nell'Abbazia di Altacomba (in ecclesiæ Altæ Combæ), ed inoltre destinò alcuni lasciti ai figli, Giovanni (Joannem carissimum filium suum), Bianca (Blancham filiam suam), Ludovico (filium suum posthumum si nascatur ex ea) e Amedeo (Amedeum carissimum filium suum primogenitum). Sua madre, Violante morì, non si sa se prima, durante o dopo il parto, il 24 dicembre 1342, e venne inumata nell'Abbazia di Altacomba.
Dopo circa sei mesi, anche suo padre, Aimone morì; all'inizio del 1343, fu colpito da una improvvisa grave malattia e, prima di morire, in data 11 giugno 1343, redasse il suo testamento, in cui chiedeva di essere sepolto ad Altacomba (ecclesiam B. Mariæ de Alta-Comba), e ricordando di aver risolto definitivamente, con il sigillo del re di Francia, il problema della successione nella contea di Savoia, dichiarava suoi eredi i tre figli legittimi, ancora in vita Bianca (filiam suam Blanchiam), Giovanni (Joannem eius filium secundo genitum) e Amedeo (Amedeum filium suum primogenitum).
Aimone morì il 22 giugno 1343 a Montmélian e fu sepolto presso l'Abbazia di Altacomba; vi sussistono le sole pietre tombali del conte, quando l'abbazia fu occupata dai giacobini che forzarono la sua tomba e distrussero i resti, insieme a quelli di altri rappresentanti Savoia.
Ad Aimone succedette il figlio maschio primogenito, Amedeo, come Amedeo VI, di circa 10 anni, sotto la reggenza del cugino, Luigi II di Savoia-Vaud.
Circa due anni dopo moriva anche il fratellino Giovanni.

### Le proposte di matrimonio ed il matrimonio
Nel 1345 il Re d'Inghilterra Edoardo III scrisse al conte di Savoia chiedendo la mano di Bianca, ma una conseguente alleanza con gli inglesi contro il regno di Francia venne considerata troppo rischiosa e la proposta fu lasciata cadere.; negli Archivi di Stato è conservato il documento inerente al progetto di matrimonio.
Nel maggio del 1347, auspice Papa Clemente VI, fu promessa al Delfino Umberto II de la Tour-du-Pin, reduce da una crociata in Terra santa e praticamente in bolletta, in cambio di una dote di 120.000 fiorini: il matrimonio avrebbe così risanato le casse del Delfinato e consentito un rafforzamento delle due signorie. Tuttavia la cosa non piacque ai francesi: le pressioni del re di Francia Filippo VI di Valois, costrinsero Umberto a rinunciare al matrimonio ed a cedere la sua signoria alla corona di Francia (1349).; il contratto di matrimonio tra Umberto e Bianca è riportato nella Histoire de Dauphiné, tome II, documento n° CCLI; la trattativa fu ripresa, senza successo, nel 1348.
L'arcivescovo e signore di Milano, Giovanni Visconti, per un'alleanza stretta tra la Savoia ed i Visconti propose il matrimonio tra Bianca, sorella del conte di Savoia, Amedeo VI (detto "il Conte verde") ed il proprio nipote, che era stato esiliato nelle terre dei Savoia dal fratello di Giovanni, Luchino, Galeazzo, che secondo il Petri Azarii Chronicon era figlio di Stefano e della genovese, Valentina Doria (filii quondam Domini Stephani et ex Domina de Auria de Janua). Il matrimonio con Galeazzo, celebrato il 28 settembre 1350 al castello di Rivoli, scambiava terre e denari tra le due famiglie;il 26 maggio fu redatto a Milano l'accordo preliminare con cui Galeazzo II si impegnò a depositare 50.000 fiorini e a sposare Bianca; il matrimonio di Galeazzo II (Domino Galeazio) con Bianca, la bellissima sorella del conte di Savoia Amedeo VI (Blancam pulcherrimam sororem illustris principis domini comitis Sabaudiæ) è confermato dal Petri Azarii Chronicon; il contratto di matrimonio conservato presso gli Archivi di Stato prevedeva in data 18 settembre un deposito di 40.000 fiorini d'oro nelle mani dell'abate d'Altacomba, da parte di Galeazzo. Un altro motivo dell'alleanza tra le due nobili famiglie fu per tenere a freno la politica espansionistica del Marchese del Monferrato, perciò Visconti e Savoia sottoscrissero una lega il 22 ottobre 1349 nella quale era previsto il matrimonio tra Bianca e Galeazzo.
Da Amedeo (il fratello di Bianca), Galeazzo ricevette in feudo, a nome di Bianca, la terra di Yenne, in Savoia: a questi beni si aggiunsero nel 1355 di Chanaz e Mentheol.

### In Italia
Colta, di indole docile e caritatevole, si dice mitigasse spesso il carattere burbero e violento del marito; Samuel Guichenon, riportando un giudizio di uno storico milanese, la definisce degna di qualsiasi tipo di lode.
Secondo gli Annales Mediolanenses, il matrimonio di Bianca e Galeazzo era stato preparato dallo zio di Galeazzo, Giovanni, arcivescovo e signore di Milano, assieme al fratello Luchino, che dopo la morte di quest'ultimo, rimasto unico signore di Milano, aveva richiamato dall'esilio i tre nipoti, Galeazzo ed i fratelli Matteo e Bernabò, e, dopo il matrimonio, aveva inviato Galeazzo e Bianca, con al seguito altri nobili, cavalieri e fanti a Bologna, per governarla in suo nome.
Nel 1354, alla morte dello zio del marito, Giovanni Visconti, Bianca divenne signora di Milano, in quanto Galeazzo, assieme ai fratelli Matteo e Bernabò erano divenuti signori di Milano, dividendo in tre parti la signoria.
nel 1355, dopo la morte di Matteo Visconti, Galeazzo e Bernabò divisero la signoria in due parti e Galeazzo fu nominato vicario imperiale da Carlo IV.
Dopo che Galeazzo, nel 1359, assediò e conquistò Pavia, vi fissò la sua residenza e iniziò la costruzione del castello Visconteo di Pavia.
Bianca, istruita e studiosa, nel castello Visconteo si avvalse di amicizie illustri, tra i quali Francesco Petrarca, per fondare la Biblioteca Viscontea, nella quale apportò le prime copie della Divina Commedia.
Si occupò dei poveri della sua terra, tant'è che si fece nominare Signora di alcuni feudi, tra cui quello di San Colombano (nel ventunesimo secolo San Colombano al Lambro) dove istituì gli "Statuti Colombanesi", un insieme di leggi e ordinamenti legislativi.

### Le guerra col Monferrato
Fra i Visconti e i marchesi del Monferrato scoppiò una guerra per l'appropriazione dei territori della bassa Lombardia e del basso Piemonte: Bianca vide così su due fronti opposti il marito ed il fratello Amedeo. 
Cercò in tutti i modi di far cessare le battaglie, ristabilendo la pace familiare; il conflitto si concluse, anche per la morte del marchese Giovanni II Paleologo e con la restituzione dei territori occupati dal Monferrato nel pavese in cambio dei possedimenti viscontei nell'astigiano.

### Gli ultimi anni e la morte
Nel 1378, Bianca rimase vedova; secondo il Chronicon Placentinum il visconte Galeazzo, signore di Milano, Pavia, Piacenza, Como, Novara, Vercelli, Alessandria, Tortone e Bobbio (Dominus Galeaz Vicecomes tunc Dominus civitatem Mediolani, Papiæ, Placentiæ, Cumarum, Novariæ, Vercellarum, Alexandriæ, Terdonæ et Bobii) morì, a Pavia, il 6 agosto.
A Bianca furono concesse alcune città, tra cui Monza e Cortenuova. In quel periodo, si dedicò alla nipote, Valentina, che crebbe ed istruì, insegnandole anche il francese e il tedesco. Inoltre Bianca fondò, nel 1380, il monastero di Santa Chiara la Reale a Pavia, dove venne sepolta.
Bianca, madre di Gian Galeazzo Visconti, detto Conte di Virtù, e sorella del conte di Savoia (Domina Blanca mater dicti Domini comitis Virtutum et quondam soror Domini comitis Sabaudiæ) morì a Pavia, a cinquantuno anni, il 31 dicembre 1387, e, come ci conferma il Chronicon Placentinum fu sepolta, in abito da monaca, nel monastero di Santa Chiara la Reale di Pavia in un mausoleo marmoreo che aveva scolpita la sua immagine, che lei aveva fatto costruire e dove raggiunse la figlia, Violante, lì sepolta nel 1386.

## Figli
Bianca al marito Galeazzo II, diede due o tre figli:
- Gian Galeazzo Visconti[34](Pavia 1351 – Melegnano 1402), Duca di Milano
- Violante Visconti[34] (1354 – 1386), andata sposa il 25 aprile 1368 a Lionello Plantageneto, I duca di Clarence, figlio del re Edoardo III d'Inghilterra, quindi nel 1377 ad Ottone III del Monferrato ed infine nel 1381 a Ludovico Visconti (1355 – 1404), figlio di Bernabò Visconti.
- Maria († 1362), nessuna fonte primaria conferma questa figlia

## Ascendenza
|                          |                        |                          | Genitori                       |  |  | Nonni |  |  | Bisnonni             |  |  | Trisnonni           |  |
|                          |                        |                          |                                |  |  |       |  |  | Tommaso II di Savoia |  |  | Tommaso I di Savoia |  |
|                          |                        |                          |                                |  |  |       |  |  | Tommaso II di Savoia |  |  | Tommaso I di Savoia |  |
|                          |                        | Margherita di Ginevra    |                                |  |  |       |  |  | Tommaso II di Savoia |  |  |                     |  |
| Amedeo V di Savoia       |                        |                          |                                |  |  |       |  |  | Tommaso II di Savoia |  |  |                     |  |
|                          |                        | Beatrice Fieschi         | Teodoro III Fieschi di Lavagna |  |  |       |  |  |                      |  |  |                     |  |
|                          |                        | Beatrice Fieschi         | Teodoro III Fieschi di Lavagna |  |  |       |  |  |                      |  |  |                     |  |
|                          |                        | Beatrice Fieschi         | Simona della Volta             |  |  |       |  |  |                      |  |  |                     |  |
| Aimone di Savoia         |                        | Beatrice Fieschi         |                                |  |  |       |  |  |                      |  |  |                     |  |
|                          |                        | Guido II di Baugé        | Renaud IV de Baugé             |  |  |       |  |  |                      |  |  |                     |  |
|                          |                        | Guido II di Baugé        | Renaud IV de Baugé             |  |  |       |  |  |                      |  |  |                     |  |
|                          |                        | Guido II di Baugé        | Sibylle de Beaujeu             |  |  |       |  |  |                      |  |  |                     |  |
| Sibilla de Baugé         |                        | Guido II di Baugé        |                                |  |  |       |  |  |                      |  |  |                     |  |
|                          |                        | Beatrice di Monferrato   | Guglielmo VI del Monferrato    |  |  |       |  |  |                      |  |  |                     |  |
|                          |                        | Beatrice di Monferrato   | Guglielmo VI del Monferrato    |  |  |       |  |  |                      |  |  |                     |  |
|                          |                        | Beatrice di Monferrato   | Berta di Clavesana             |  |  |       |  |  |                      |  |  |                     |  |
| Bianca di Savoia         |                        | Beatrice di Monferrato   |                                |  |  |       |  |  |                      |  |  |                     |  |
|                          | Andronico II Paleologo | Michele VIII Paleologo   |                                |  |  |       |  |  |                      |  |  |                     |  |
|                          | Andronico II Paleologo | Michele VIII Paleologo   |                                |  |  |       |  |  |                      |  |  |                     |  |
|                          | Andronico II Paleologo | Teodora Ducena Vatatzina |                                |  |  |       |  |  |                      |  |  |                     |  |
| Teodoro I del Monferrato | Andronico II Paleologo |                          |                                |  |  |       |  |  |                      |  |  |                     |  |
|                          |                        | Violante di Monferrato   | Guglielmo VII del Monferrato   |  |  |       |  |  |                      |  |  |                     |  |
|                          |                        | Violante di Monferrato   | Guglielmo VII del Monferrato   |  |  |       |  |  |                      |  |  |                     |  |
|                          |                        | Violante di Monferrato   | Beatrice di Castiglia          |  |  |       |  |  |                      |  |  |                     |  |
| Violante Paleologa       |                        | Violante di Monferrato   |                                |  |  |       |  |  |                      |  |  |                     |  |
|                          |                        | Opizzino Spinola         | Corrado Spinola                |  |  |       |  |  |                      |  |  |                     |  |
|                          |                        | Opizzino Spinola         | Corrado Spinola                |  |  |       |  |  |                      |  |  |                     |  |
|                          |                        | Opizzino Spinola         | Argentina Fieschi              |  |  |       |  |  |                      |  |  |                     |  |
| Argentina Spinola        |                        | Opizzino Spinola         |                                |  |  |       |  |  |                      |  |  |                     |  |
|                          |                        | Violante di Saluzzo      | Tommaso I di Saluzzo           |  |  |       |  |  |                      |  |  |                     |  |
|                          |                        | Violante di Saluzzo      | Tommaso I di Saluzzo           |  |  |       |  |  |                      |  |  |                     |  |
|                          |                        | Violante di Saluzzo      | Luigia di Ceva                 |  |  |       |  |  |                      |  |  |                     |  |
|                          |                        | Violante di Saluzzo      |                                |  |  |       |  |  |                      |  |  |                     |  |

### Fonti primarie
- (LA)  Rerum Italicarum scriptores. Tomus XI.
- (LA)  Rerum Italicarum scriptores. Tomus XVI.
- (LA)  (FR)  Preuves de l'Histoire généalogique de la royale maison de Savoie, justifiée par titres, ..par Guichenon, Samuel

### Letteratura storiografica
- (FR)  Histoire de Savoie, d'après les documents originaux,... par Victor ... Flour de Saint-Genis. Tome 1
- (FR)  Histoire généalogique de la royale maison de Savoie, justifiée par titres, ..par Guichenon, Samuel
- (FR)  Histoire de la Maison de Savoie
- (FR)  Titres de la maison ducale de Bourbon
- (FR)  Histoire de Dauphiné, tome II
- (IT)  Matrimoni della Real Casa di Savoia
- Francesco Cognasso, I Savoia, Milano, Casa editrice Corbaccio, 1999, ISBN 88-7972-135-6.